# مكتب المحاسبة الوطني
مكتب المحاسبة الوطني (بالأردوية: قومی احتساب بیورو)‏ ; (مختصر NAB ) هي وكالة مكافحة الفساد الباكستانية. ورئيسها هو نذير أحمد بوت ، وهو جنرال متقاعد.

## انتقادات
في قضية برود شيت ، تم اتهام NAB بدفع مبالغ إلى الشخص الخطأ كتسويات، وحكمت عليه محكمة لندن للتحكيم الدولي (أل سي أي أيه) بـ "التآمر" للاحتيال والإضرار المالي بشركة برود شيت أل أل سي.   ووفقاً لمقال افتتاحي في صحيفة دون ، كلفت إجراءات مكتب المحاسبة الوطني دافعي الضرائب الباكستانيين 28 مليون دولار كتعويضات بالإضافة إلى فقدان ماء الوجه. 

## أنظر أيضاً
- الخروج من قائمة التحكم
- وزارة الداخلية
- قانون المصالحة الوطنية

## روابط خارجية
- الموقع الرسمي

قالب:Corruptionقالب:Pakistani intelligence agenciesقالب:Independent departments and agencies of the Government of Pakistan